# Matzlow-Garwitz

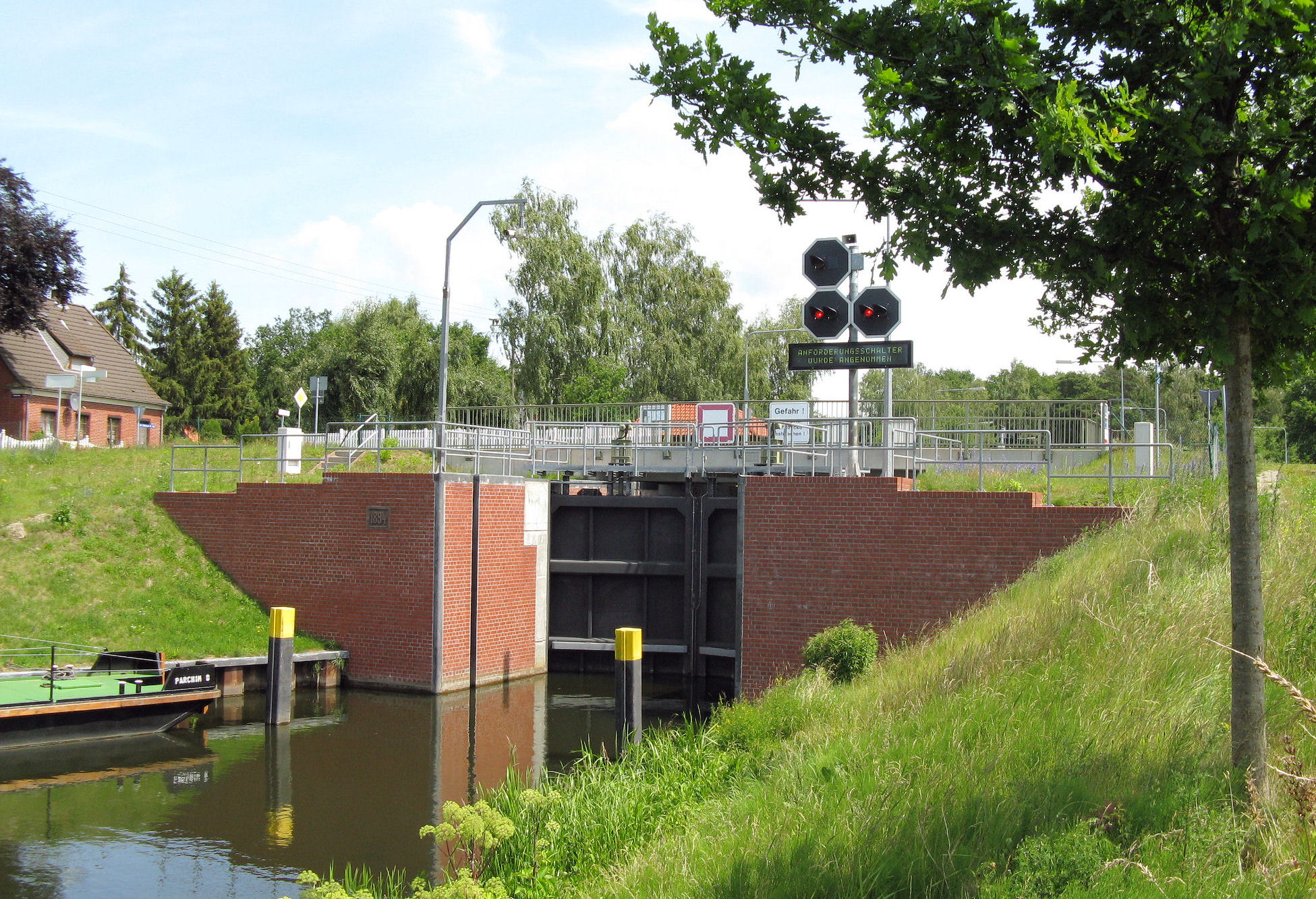
Sluis in Garwitz

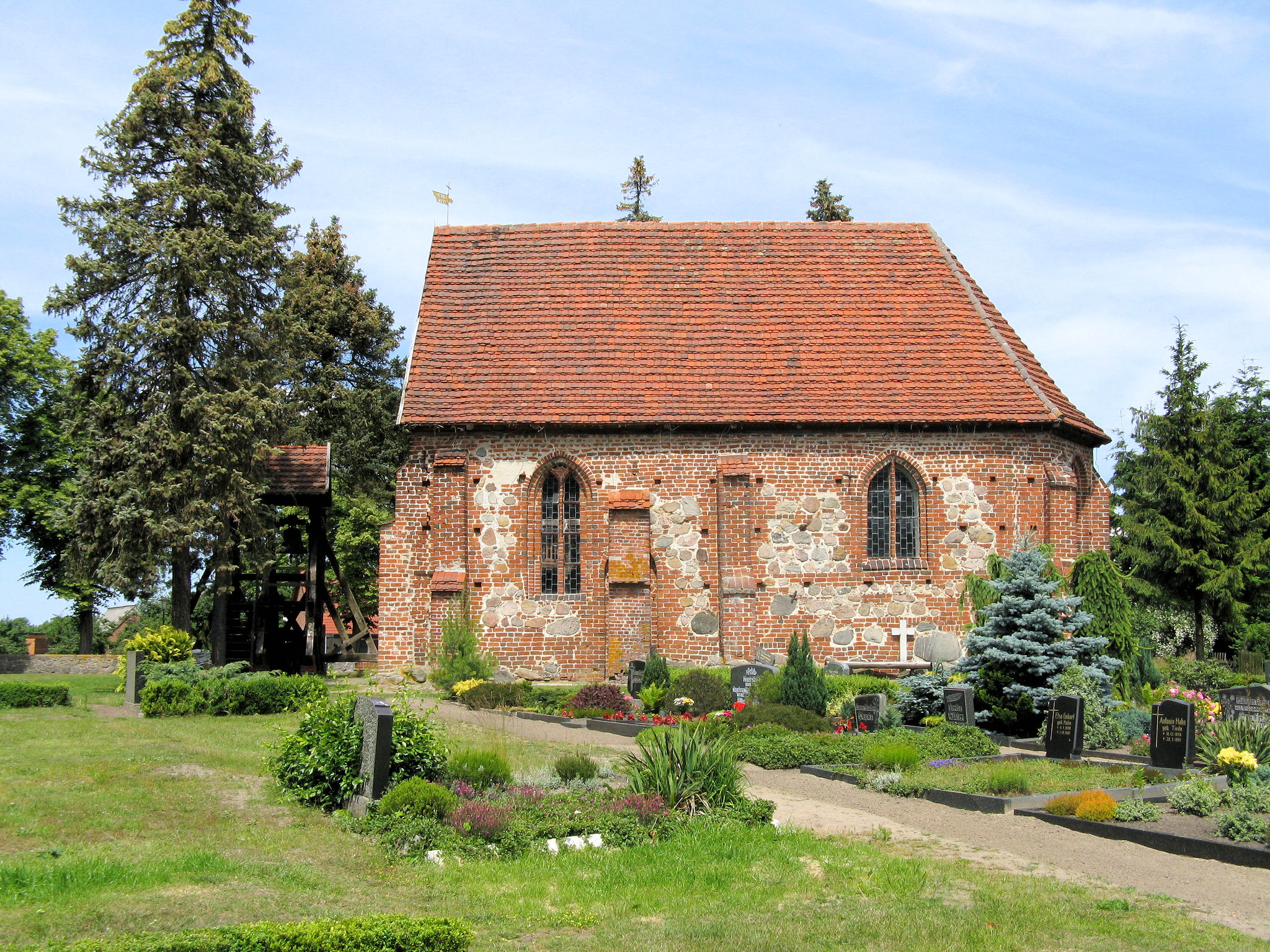
Dorpskerk Garwitz

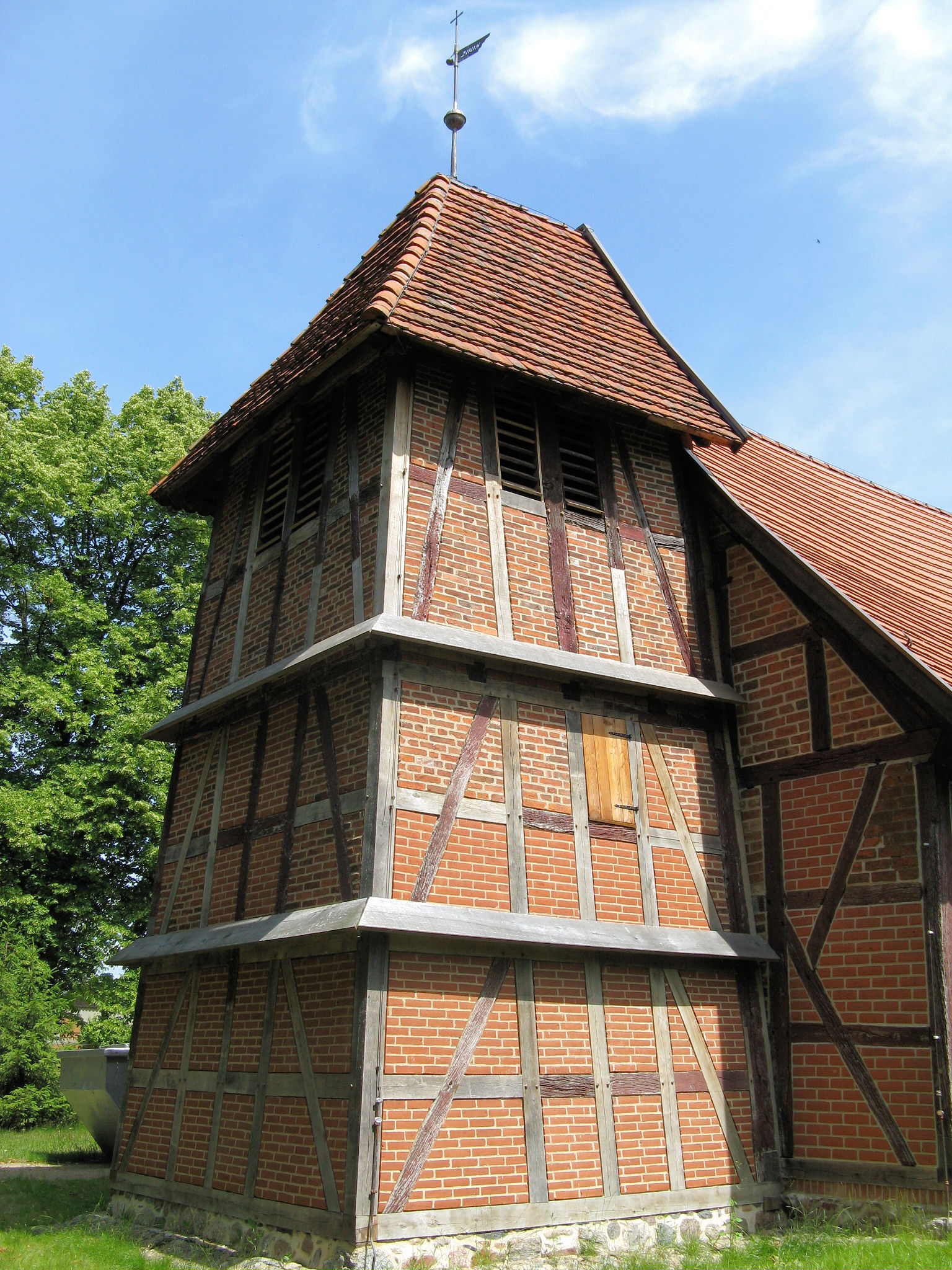
Dorpskerk Matzlow

Matzlow-Garwitz was een gemeente in het zuidwesten van de Landkreis Parchim in de Duitse deelstaat Mecklenburg-Voor-Pommeren. De gemeente bestond uit de plaatsen Matzlow en Garwitz, die sinds 7 juni 2009 tot de nieuw gevormde gemeente Lewitzrand behoren. De gemeente had een oppervlakte van 18,46 km², waarop 681 inwoners leefden (stand 31 december 2007). De gemeente Matzlow-Garwitz ontstond in 1965, toen de plaatsen Matzlow en Garwitz fuseerden.